# باول كاميلي فون دينيس
باول كاميلي فون دينيس (بالفرنسية: Paul-Camille von Denis)‏ هو مهندس وشخصية أعمال فرنسي، ولد في 28 يونيو 1796 في المارن العليا في فرنسا، وتوفي في 3 سبتمبر 1872 في باد دوركهايم في ألمانيا.